# Un lupo mannaro americano a Parigi
Un lupo mannaro americano a Parigi (An American Werewolf in Paris) è un film del 1997 diretto da Anthony Waller e interpretato da Tom Everett Scott e Julie Delpy. È di fatto uno spin-off del film del 1981 Un lupo mannaro americano a Londra.

## Trama del film
Parigi, in una notte di tempesta, un uomo esce dalle fogne in fuga da qualcosa e cerca di raggiungere un taxi, ma da un tombino il misterioso inseguitore lo afferra trascinandolo nelle fogne.
Alcuni giorni dopo Andy McDermott e i suoi due amici Brad e Chris sono in arrivo a Parigi.
Qui, una notte i tre di nascosto entrano sulla Torre Eiffel, Andy è intenzionato a fare bungee jumping, sua grande passione. Ad un tratto si sentono dei rumori lungo la scalinata della torre e i tre si nascondono sul retro della balconata. 
Giunge da loro una bellissima ragazza vestita di blu che da lì a breve si getta dalla torre. 
Andy, innamorato a prima vista della giovane, si butta, legato a una corda elastica, per salvare la vita alla ragazza, così come difatti accade.
Nel risalire dalla caduta tuttavia, Andy riceve un forte colpo alla testa che gli fa perdere i sensi.
La mattina successiva, Andy si risveglia in ospedale ricordando ben poco di quanto accaduto, ma intenzionato a ritrovare la ragazza da lui salvata.
Indagando, i tre riescono a trovare l'abitazione della giovane e vengono a conoscenza che la ragazza si chiama Serafine (avendola vista  lavorare in ospedale).
Questa, visibilmente preoccupata del fatto che Andy l'abbia rintracciata, chiede ai ragazzi di allontanarsi e di non fare più ritorno.
Sconsolati, Andy e gli amici, nell'andarsene vengono avvicinati da un certo Claude che si presenta come un amico della ragazza e invita i tre americani a presentarsi presso il "Club de la Lune" quella stessa sera per partecipare ad una festa alla quale prenderà parte anche Serafine.
Qui tuttavia Andy non trova Serafine e chiede a Chris di sincerarsi se la ragazza stia bene e va nella sua abitazione.
Chris scopre che Serafine si è rinchiusa in casa e avvertita da questo che i restanti amici stanno trascorrendo la serata presso il "Club de la Lune", decide di raggiungerli perché in pericolo, dopo aver rinchiuso il ragazzo in una gabbia in cantina.
Serafine raggiunge quindi Andy e lo trascina fuori dal locale, attraverso i condotti delle fogne della città, avvertendolo solo in parte del pericolo a cui sta andando incontro e invitandolo ad allontanarsi il più in fretta possibile, mentre la voce della ragazza inizia a cambiare.
Serafine, levata la luna piena, si trasforma in un licantropo, così come Claude e la sua banda che inizia a massacrare gli ignari avventori del locale, tra cui anche Brad.
Nel frattempo Andy, rimasto solo a vagare per le fogne della città, viene assalito da un licantropo che lo morde, ma riesce a salvarsi.
Chris evaso dalla gabbia, fugge a un licantropo menomato nascosto in cantina
La mattina seguente, Andy si ritrova a casa di Serafine; qui la giovane gli spiega che il morso subito gli è stato sferrato da un lupo mannaro e non da un cane selvatico come il ragazzo riteneva in principio, rivelandogli essere anch'essa un licantropo.
Andy inizialmente non le crede; ma le strane visioni che incomincia ad avere come il cadavere vivente della madre di Serafine (a cui aveva detto che era morta)  iniziano a far vacillare le sue credenze.
Nel frattempo Chris viene catturato da Claude mentre lo stava spiando da fuori dalla casa.
Cala la notte e Andy si ritrova in un ristorante di Parigi; qui il giovane inizia ad avere le prime avvisaglie di quanto narrato lui da Serafine che tra le altre cose, lo aveva messo in guardia sul fatto che, essendo stato morso da un lupo mannaro, anch'egli con la prossima luna piena si sarebbe trasformato in un'orribile creatura.
Così difatti accade. Una volta trasformatosi Andy dilania brutalmente la giovane Amy Finch, conosciuta quella stessa sera e il detective che, nel frattempo, lo stava tenendo d'occhio credendolo colpevole dei fatti accaduti al "Club de la Lune".
La mattina dopo Andy si risveglia nudo sui cadaveri del detective e del suo cane e viene arrestato dall'ispettore Leduc, ma riesce tuttavia a fuggire.
A seguito di un incontro con il cadavere/fantasma dell'amico Brad, Andy viene messo a conoscenza che, per spezzare l'incantesimo è obbligato ad uccidere il licantropo che l'ha morso mangiandogli il cuore.
Andy inizialmente rifiuta l'idea sapendo che ciò lo avrebbe obbligato ad uccidere la sua amata Serafine, ritenuta da lui essere il licantropo colpevole dell'aggressione avvenuta nelle fogne.
Claude e la sua banda, portano Andy nel loro covo dove trova Chris legato in attesa di essere da lui ucciso, come rito di iniziazione, ma Andy si rifiuta e fugge con Serafine accorsa nel frattempo in aiuto. 
Tornati a casa della ragazza che confessa che fu Claude a morderla, ritenendola perfetta per la sua idea di razza dominante e dopo aver raccontato la verità ai genitori, la tennero chiusa nella gabbia in cantina e la nutrivano durante la luna piena. Il padre essendo uno scienziato cercò una cura per la figlia, ma quando gliela inietto avvenne il contrario, rivelandosi un accelerante che agisce anche senza luna piena. La ragazza uccise la madre e catturò il padre, menomandolo e lasciandogli la maledizione (si rivelerà l'uomo apparso all' inizio in fuga)
Il gruppo di Claude entrato e avendo origliato di nascosto, ruba i sieri e uccide l'anziano.
I due ragazzi capiscono che Claude e i suoi faranno una strage la notte stessa, scoperto il luogo e seguiti dalla polizia, ne segue un massacro tra gli agenti e le bestie, durante la quale l'assassino di Brad muore e lui può riposare in pace svanendo, davanti ai due innamorati.
Dopo una serie di inseguimenti Claude ri trasformatosi a causa delle ferite, cerca di usare il siero per trasformarsi, ma viene fermato da Andy che lo riconosce come il licantropo responsabile del suo morso in seguito a una cicatrice rimastagli.
Ingerito il siero rubato, Andy si trasforma e uccide Claude mangiando il suo cuore e liberando lui e Seraphine dalla maledizione.
Infine Andy e Serafine si giurano amore eterno sposandosi e scambiandosi le fedi mentre si gettano per sbaglio con l'imbracatura da bungie jumping dalla Statua della Libertà, con Chris come testimone.

## Curiosità
Il 30 luglio 1986, in occasione della proiezione del film Un lupo mannaro americano a Londra su Raidue, il quotidiano L'Unità riportò per errore il titolo Un lupo mannaro americano a Parigi, "anticipando" così il film di oltre un decennio.